# Fat Front
Fat Front er en dansk dokumentarfilm fra 2019, der er instrueret af Louise Detlefsen og Louise Unmack Kjeldsen.

## Handling
Der er en revolution i gang i Skandinavien, hvor en række kvinder har fået nok af selvhad og skam og stolt kalder sig tykke. De kræver respekt og ligeværd i et sygt, slanke-fikseret samfund, mens de kæmper med et helt livs lavt selvværd. I alt for mange år har de sat deres liv på pause. Ventet med at købe tøj, tage ud at danse, få en kæreste – til de en dag ville blive tynde. Det skete aldrig. I stedet fandt de hinanden og den kropspositive bevægelse. Nu slipper de deres deller og blævrende lår fri og bruger deres tykke kroppe aktivistisk. Med feminismens provokerende tone og et kunstnerisk blik på kroppens naturlige skønhed vil filmen ændre seerens blik på kroppen.